# Iltizam
Un Iltizam (en árabe: التزام‎) era una forma de impuesto de explotación que apareció en el siglo XV en el Imperio otomano. El sistema comenzó bajo Mehmed II y fue abolido durante las reformas Tanzimat en 1856.
Los iltizams se liquidaron por el gobierno para los ricos notables, luego de cosechar hasta cinco veces la cantidad que habían pagado por gravar los campesinos y la extracción de la producción agrícola. Era un sistema que era muy rentable y fue de gran beneficio para la aristocracia egipcia bajo los mamelucos, y ayudó a crear una élite grande y poderosa. En Egipto fue abolida por Mehmet Alí como parte de sus esfuerzos de centralización a principios del siglo XIX.
El titular de un Iltizam era un multazim (en árabe: ملتزم).
El iltizam era típicamente un acuerdo anual; el malikâne, desarrollado como un reemplazo para el iltizam, era de por vida.

## Lectura adicional
- Abd Al-Rahim / Y. Nagata: The Iltizam System in Egypt and Turkey - A Comparative Study. JaAAS, 14 (1977), 169-194.

- Datos: Q2090745